# Liste der Monuments historiques in Hatrize
Die Liste der Monuments historiques in Hatrize führt die Monuments historiques in der französischen Gemeinde Hatrize auf.

## Liste der Immobilien
| Bezeichnung      | Beschreibung                                                                 | Standort                | Kennzeichnung | Schutzstatus | Datum | Bild           |
| ---------------- | ---------------------------------------------------------------------------- | ----------------------- | ------------- | ------------ | ----- | -------------- |
| Kirche St-Martin | ab der zweiten Hälfte des 12. Jahrhunderts; Friedhofsportal, 17. Jahrhundert | Rue de l’Église (Lage)  | PA00106445    | Inscrit      | 1990  | weitere Bilder |
| Festes Haus      | aus der zweiten Hälfte des 16. Jahrhunderts                                  | 2 rue de Verdun (Lage)  | PA54000003    | Inscrit      | 1996  |                |
| Beinhaus         | aus dem 16. Jahrhundert                                                      | auf dem Kirchhof (Lage) | PA00106044    | Classé       | 1990  |                |

## Liste der Objekte
| Bezeichnung           | Beschreibung                                             | Standort                       | Kennzeichnung | Schutzstatus | Datum | Bild |
| --------------------- | -------------------------------------------------------- | ------------------------------ | ------------- | ------------ | ----- | ---- |
| Zwölf-Apostel-Retabel | Holz, farbig gefasst, zweite Hälfte des 16. Jahrhunderts | in der Kirche St-Martin (Lage) | PM54001207    | Classé       | 1998  |      |